# Barušići (żupania istryjska)
Barušići – wieś w Chorwacji, w żupanii istryjskiej, w mieście Buzet. W 2011 roku liczyła 95 mieszkańców.